# Angemort
Angemort est le premier roman de l'écrivain français Sire Cédric. Il a été publié en 2006 par les éditions Nuit d'avril. Il relève du genre fantastique.
Ce roman a reçu le prix Merlin 2007 du meilleur roman fantasy et fantastique francophone, devenant ainsi le premier roman fantastique à remporter ce prix, les romans primés les années précédentes relevant du genre fantasy.

## Résumé
Un collectionneur fortuné recherche des pièces de plus en plus rares pour sa collection de cadavres, de crânes et de reliques humaines. Il trouve alors une peau humaine parfaitement conservée et travaillée à laquelle ne manque que la tête, mais ne tarde pas à le regretter.